# Герб комуни Гернесанд
Герб комуни Гернесанд (швед. Härnösands kommunvapen) — символ шведської адміністративно-територіальної одиниці місцевого самоврядування комуни Гернесанд. 

## Історія
Місто Гернесанд отримало 1586 року королівський привілей, в якому надано герб з бобром і щукою. У 1931 році герб міста повторно затверджено королем. З 1971 року місто увійшло до складу нової комуни Гернесанд. Герб цієї комуни зареєстровано 1989 року. 
Після адміністративно-територіальної реформи, проведеної в Швеції на початку 1970-х років, муніципальні герби стали використовуватися лишень комунами. Тому тепер цей герб представляє комуну Гернесанд, а не місто.

## Опис (блазон)
У срібному полі спинається чорний бобер з такою ж щукою в зубах.

## Зміст
Символи підкреслюють природні особливості комуни.